# Haapavesi
Haapavesi är en stad i landskapet Norra Österbotten. Haapavesi har 6 613 invånare och har en yta på 1 086,11 km².
Grannkommuner är Haapajärvi, Kärsämäki, Nivala, Oulainen, Brahestad, Siikalatva och Ylivieska.
Haapavesi är en enspråkigt finsk kommun.
Sedan 1997 utkommer lokaltidningen Haapavesi.

## Administrativ historik
Haapavesi kommun grundades 1866. Haapavesi blev stad 1 januari 1996 efter kommunen själv beslutat om att ändra kommunform, i enlighet med kommunallagen 365/1995. När Finlands länsindelning avskaffades 1 januari 2010 tillhörde Haapavesi Uleåborgs län.

## Geografi

### Tätorter
Vid Statistikcentralens tätortsavgränsning den 31 december 2021 fanns två tätorter inom Haapavesi stads område:
| Nr | Tätort                  | Folkmängd |
| -- | ----------------------- | --------- |
| 1  | Haapavesi centraltätort | 3 765     |
| 2  | Vattukylä               | 238       |

### Byar
- Ainali
- Aittokylä
- Alasydänmaa
- Etelälahti
- Humaloja
- Karhukangas
- Karsikas
- Kirkonkylä
- Koivikonperä
- Korkatti
- Kytökylä
- Käräjäoja
- Leppioja
- Metsonperä
- Mieluskylä
- Mustikkamäki
- Myllyperä
- Ojakylä
- Ollala
- Ollilanperä
- Rytkynkylä
- Salmenniemi
- Vaitiniemi
- Vatjusjärvi
- Vattukylä

## Styre och politik

### Stadsfullmäktige
| Presidium 2021–2025    | Presidium 2021–2025 | Presidium 2021–2025 |
| ---------------------- | ------------------- | ------------------- |
| Ordförande             | C                   | Heino Vuorenmaa     |
| Förste vice ordförande | VF                  | Viljo Saukko        |
| Andre vice ordförande  | ÖVR                 | Heikki Pitkälä      |

Källa: Haapavesi stad.

### Stadsstyrelsen
| Presidium 2021–2023    | Presidium 2021–2023 | Presidium 2021–2023 |
| ---------------------- | ------------------- | ------------------- |
| Ordförande             | C                   | Päivi Ollila        |
| Förste vice ordförande | C                   | Anri Kolehmainen    |
| Andre vice ordförande  | SAF                 | Ilkka Repo          |

Stadsstyrelsens mandatperiod är 1 augusti 2021 till 31 maj 2023. Källa: Haapavesi stad.

### Mandatfördelning i Haapavesi stad, valen 1976–2021
| 7 |  | 16 |  | 2 |

| 7 |  | 17 |  |  |

| 6 | 2 | 17 | 2 |

| 6 |  | 17 | 3 |

| 9 |  | 2 | 21 | 2 |

| 6 |  | 6 | 20 | 2 |

| 6 |  | 5 | 20 | 3 |

| 4 |  | 3 | 17 | 2 |

| 17 | 10 |

| 4 | 2 | 2 | 17 | 2 |

| 15 | 12 |

| 3 |  |  | 3 | 18 |  |

| 19 | 8 |

| 5 | 4 | 17 |  |

| 16 | 11 |

| 4 | 3 | 5 | 14 |  |

| 17 | 10 |

### Vänorter
Haapavesi har följande vänorter:
- Zatec, Tjeckien (sedan 1994)
- Älvsbyns kommun, Sverige (sedan 1974)

## Utbildning
Haapavesi har ganska mångsidigt utbildningsutbud. Det finns sex lågstadier, högstadium, gymnasium, yrkesskola och folkhögskola i kommunen. 

## Befolkning

### Befolkningsutveckling
| Befolkningsutvecklingen i Haapavesi stad 1975–2020                                                           | Befolkningsutvecklingen i Haapavesi stad 1975–2020 | Befolkningsutvecklingen i Haapavesi stad 1975–2020 | Befolkningsutvecklingen i Haapavesi stad 1975–2020 | Befolkningsutvecklingen i Haapavesi stad 1975–2020 |
| --- | -------------------------------------------------- | -------------------------------------------------- | -------------------------------------------------- | -------------------------------------------------- |
| |                                                    |                                                    |                                                    |                                                    |
| År |                                                    |                                                    | Folkmängd                                          |                                                    |
| 1975 | 1975                                               |                                                    | 7 239                                              |                                                    |
| 1980 | 1980                                               |                                                    | 7 351                                              |                                                    |
| 1985 | 1985                                               |                                                    | 7 782                                              |                                                    |
| 1990 | 1990                                               |                                                    | 8 190                                              |                                                    |
| 1995 | 1995                                               |                                                    | 8 349                                              |                                                    |
| 2000 | 2000                                               |                                                    | 7 983                                              |                                                    |
| 2005 | 2005                                               |                                                    | 7 680                                              |                                                    |
| 2010 | 2010                                               |                                                    | 7 418                                              |                                                    |
| 2015 | 2015                                               |                                                    | 7 167                                              |                                                    |
| 2020 | 2020                                               |                                                    | 6 667                                              |                                                    |
| Anm: Uppgifterna avser förhållandena den 31 december nämnda år enligt områdesindelningen den 1 januari 2022. |                                                    |                                                    |                                                    |                                                    |

### Språk
Befolkningen efter språk (modersmål) den 31 december 2022. Finska, svenska och samiska räknas som inhemska språk då de har officiell status i landet. Resten av språken räknas som främmande. För språk med färre än 10 talare är siffran dold av Statistikcentralen på grund av sekretesskäl.
| Språk                        | Talare 2022-12-31 | Talare 2022-12-31 |
| Språk                        | Antal             | Andel (%)         |
| ---------------------------- | ----------------- | ----------------- |
| Hela befolkningen            | 6 591             | 100,0             |
| Inhemska språk totalt        | 6 408             | 97,2              |
| Finska                       | 6 402             | 97,1              |
| Svenska                      | 4                 | 0,1               |
| Samiska                      | 2                 | 0,0               |
| Främmande språk totalt       | 183               | 2,8               |
| Ryska                        | 85                | 1,3               |
| Estniska                     | 36                | 0,5               |
| Ukrainska                    | 12                | 0,2               |
| Språk med färre än 10 talare | 50                | 0,8               |

|  | Finska (97,1 %) |

|  | Svenska (0,1 %) |

|  | Samiska (0,0 %) |

|  | Främmande språk (2,8 %) |

|  | Finska (97,1 %) |

|  | Svenska (0,1 %) |

|  | Samiska (0,0 %) |

|  | Främmande språk (2,8 %) |